# 웃음버라이어티 꿀단지
《웃음버라이어티 꿀단지》는 2010년 7월 25일부터 2010년 10월 24일까지 방송되었던 코미디 프로그램이다.

## 코너
방영 코너
- 〈내게도 사랑이〉(2010.08.29. ~ 2010.10.24.) (출연: 현우, 차현정, 손헌수, 조빈) : 시골 여의사와 그녀를 좋아하는 세 남자의 이야기를 다룬 러브스토리
- 〈무적 맘〉(2010.07.25. ~ 2010.10.24.) (출연: 이무송, 노사연) : 무적 맘(노사연)이 자기의 가족중에 힘든일이 있거나 불평을 하면 무적의 힘(?)으로 해결한다는 내용을 희극으로 꾸몄다.
- 〈울화쇼~ 고래고래〉(2010.09.26. ~ 2010.10.24.) (출연:유상무, 장동민, 유세윤, 김나영, 안영미) : 옹달샘 3인방, Y.Y가 게스트와 함께 억울하고 답답한 사연을 읽어주면서 그 사연을 재현한다. 여기서 지면 벌칙을 받는다.
- 〈2010 알까기제왕전〉(2010.07.25. ~ 2010.10.24.) (출연: 최양락, 홍진영): 당초 코미디 닷컴에서 방송했지만 이 프로그램 폐지 후 오늘밤 좋은밤으로 자리를 옮겨[5]  편성된(2001년 9월 24일까지) 알까기 최양락이 그대로 2010년 알까기 제왕전을 겨룬다. 게스트가 출연해서 알까기를 한다. 스스로 떨어지면 꽥 이라고 하고 둘이 함께 떨어지면 논개 타법, 둘이 서로 붙으면 떡 이라고 한다. 2010년 10월 10일(게스트:박현빈,나르샤 편)에서부터는 자기의 것으로 자기 것을 겨냥하는 것은 쌍꽥,한 번에 두번 겨냥하는 것은 일타이득이라고 하는데 첫 회 게스트로 출연한[6] 이외수는 오늘밤 좋은밤 첫 회(2001년 4월 23일), 8회 게스트로 나온 노사연은 오늘밤 좋은밤 20회(2001년 9월 20일)[7], 9회 게스트로 출연한 윤도현은 오늘밤 좋은밤 18회(2001년 8월 18일) '알까기' 방영분에 각각 게스트로 나왔었다.

종영 코너
- 〈요괴특공대〉(2010.07.25. ~ 2010.08.22.) : 사람이라면의 3명이 요괴를 퇴치하러 왔지만 어이없는 일이 생겨서 웃음을 유발한다.
- 〈나와나와〉(2010.07.25. ~ 2010.08.22.)  : 여자친구 (서은미)가 토라져서 중요한 곳에 들어가 문을 차단시키거나 나오지 않아서 약속을 거의 망치게 만든다 그래서 남자친구 (유상무)가 애원을 해서 겨우 나오게 한다는 내용이다.
- 〈왕종근의 시〉(2010.08.29. ~ 2010.09.19.) : 왕종근이 일상생활 속에서 단어를 구해 시를 짓는다는 내용
- 〈오(5)왜〉(2010.07.25. ~ 2010.08.22.) : 아찔한 놀이기구를 타면서 여자친구(서은미)가 남자친구(황제성)에게 자꾸 귀찮은 질문을 하는 코너
- 〈몽이〉(2010.07.25. ~ 2010.08.22.) : 노숙자 못지 않는 백수 '몽이'의 인생스토리를 그린 코너.
- 〈묵언수행〉(2010.07.25. ~ 2010.08.22.) : 묵언수행을 하던 중, 무심코 내뱉은 말로 웃음을 내는 코너
- 〈뮤직다이어리 - 친구가 되었어〉(2010.07.25. ~ 2010.09.19.) : Y.Y가 여자들의 말 못할 비극연애사를 노래로 풀어내면서 웃음을 자아내는 코너, DJ DOC의 이하늘이 프로듀싱에 참여했다.
- 〈사람이라면〉(2010.09.05. ~ 2010.09.12.) : 사람이 되어서 생각한다는 주제로 웃음을 주는 코너
- 〈로망남녀〉(2010.08.29. ~ 2010.09.19.)  : 남자와 여자. 서로의 로망, 그 이상과 현실을 코믹하게 그려 나가는 코너

## 결방
2010년
- 8월 15일 : 광복절 경축식 편성으로 인한 결방[8]
- 10월 3일 : 개천절 경축식 편성으로 인한 결방